# Белов, Вячеслав Александрович (пятиборец)
Вячеслав Александрович Белов (25 февраля 1938, Ленинград — 9 декабря 2010) — белорусский советский и российский спортсмен. Заслуженный мастер спорта СССР по современному пятиборью (присвоено в 1972 году). Мастер спорта СССР по плаванию, фехтованию. Основатель школы пятиборцев Белоруссии. Почётный член общества «Динамо». Член союза спортсменов Белоруссии. Участник ликвидации последствий аварии в 30-километровой зоне Чернобыльской АЭС (июнь-июль 1986 года). Полковник милиции.

## Медали
- «За отличную службу по охране общественного порядка»;
- «За добросовестный труд. В ознаменование 100-летия со дня рождения В. И. Ленина»;
- Медаль «Ветеран труда»;
- «За безупречную службу» 1-й, 2-й и 3-й степеней.

## Преподавательская деятельность
- За весь тренерской период работы подготовил 2-х мастеров спорта международного класса СССР , 4-х мастеров спорта, 6 кандидатов в мастера спорта.
- 1972—1977 годы — старший тренер Минского областного совета «Динамо»;
- 1977—1981 годы: преподаватель, старший преподаватель кафедры боевой и физической подготовки Минской высшей школы МВД СССР[1];
- 1981—1988 годы: начальник курса Минской высшей школы МВД СССР;
- 1988—1992 годы: старший преподаватель кафедры боевой и физической подготовки Минской высшей школы МВД СССР;
- 1992—1993 годы: старший преподаватель кафедры боевой и физической подготовки Академии МВД Республики Беларусь.

## Спортивные достижения
- Неоднократный чемпион Ленинграда и РСФСР по плаванию.
- Победитель II-й Спартакиады народов СССР по плаванию (1959).
- Неоднократный победитель всесоюзных и международных соревнований по современному пятиборью.
- Чемпион Мира 1969 года (г. Будапешт) в составе сборной команды СССР по современному пятиборью[1].
- Серебряный призёр Чемпионата Мира 1970 года.

Член команд: сборная команда СССР по плаванию (1957); спортивная команда «Динамо» Республики Армения (1965); сборная команда центрального совета «Динамо»; сборные команды БССР и СССР; штатная спортивная команда «Динамо» (1967).